# Akihiro Ienaga
Akihiro Ienaga (家長 昭博, Ienaga Akihiro, Hyogo, 13 juni 1986) is een Japans voetballer die als middenvelder speelt.

## Japans voetbalelftal
Akihiro Ienaga debuteerde in 2007 in het Japans nationaal elftal en speelde 3 interlands.

## Statistieken
| Japans voetbalelftal | Japans voetbalelftal | Japans voetbalelftal |
| Jaar                 | Wed.                 | Dlp.                 |
| -------------------- | -------------------- | -------------------- |
| 2007                 | 1                    | 0                    |
| 2008                 | 0                    | 0                    |
| 2009                 | 0                    | 0                    |
| 2010                 | 0                    | 0                    |
| 2011                 | 2                    | 0                    |
| Totaal               | 3                    | 0                    |